# Empire Earth
Empire Earth är ett dataspel, publicerat av Sierra Entertainment i november 2001, som liknar Age of Empires.  Uppföljare är Empire Earth II och Empire Earth III från 2007. Meningen med spelet är att samla in resurser och bygga upp arméer för att sedan kunna besegra sina motståndare. Spelet innehåller också en level-editor som gör så att du kan bygga egna banor. Det som gör Empire Earth speciellt är att man kan spela i hela 15 olika åldrar, från förhistorisk tid till framtid. Man kan också spela online, eller på sin LAN-server.

## Expansionspaket
Det finns också ett expansionspaket som heter "Empire Earth: The Art of Conquest" och utvecklades av Mad Doc Software. Det släpptes året efter.